# 都築龍太
都築龍太（1978年4月18日—），已退役日本足球運動員，前日本國家足球隊成員，現任自由民主黨埼玉縣埼玉市議會議員。

## 生涯
1978年出生、2003年-2010年效力于浦和红钻的都筑龙太，2007年亚冠联赛冠军功臣。前浦和红钻主力门将，前日本国脚都筑龙太宣布退役。这位才32岁的门将在日职联赛一共出场250次。2011年退役后从政，如今已经是埼玉县埼玉市的议员。
已退役的前浦和红钻门将都筑龙太将参加4月12日开票的埼玉市市议员竞选，并已获得自由民主党的公认。"埼玉市是我的第二故乡，市民们无论多小的射门我都愿意接受。"2011年他曾挑战埼玉县县议员但被以名气大而已为由落选。这4年他不断参加巡逻等当地活动，希望能对市民的生活等方面进行改善。

## 國家隊生涯
2001年首次代表国家队出场，是2010年世界杯亚洲区预选赛日本国家队的主力门将。

## 獎項
- 洲际国家杯：2001年亚军
- 亚足联冠军联赛：2007年冠军
- 日本职业足球联赛：2006年冠军
- 天皇杯：2005年冠军、2006年冠军
- 日本联赛杯：2003年冠军
- 日本超级杯：2006年冠军

## 外部連結
- SOMEDAY 都築龍太 （页面存档备份，存于）
- Ryota Tsuzuki – FIFA國際賽競賽紀錄 (存檔)
- 都築龍太在 National-Football-Teams.com 上的出场纪录
- Japan National Football Team Database （页面存档备份，存于）
- 日本職業足球聯賽中的都築龍太 （日語）